# Beena Itava
Beena Itava (auch Bina Etawa oder Bina, Hindi बीना इटावा) ist eine Stadt im indischen Bundesstaat Madhya Pradesh. Beena Itava liegt im Zentrum des Bundesstaates und damit auch Nahe dem geografischen Zentrum Indiens.
Die Stadt ist Teil des Distrikts Sagar. Beena Itava hat den Status eines Municipal Councils. Die Stadt ist in 25 Wards gegliedert. Sie hatte am Stichtag der Volkszählung 2011 64.529 Einwohner, von denen 33.577 Männer und 30.952 Frauen waren. Hindus bilden mit einem Anteil von über 85 % die Mehrheit der Bevölkerung in der Stadt. Die Alphabetisierungsrate lag 2011 bei 88,92 % und damit deutlich über dem nationalen Durchschnitt.
Die Stadt ist Standort einer großen Ölraffinerie.